# 南丹市
南丹市（日语：／ Nantan.shi */?）為位於京都府中部丹波地方的行政區劃，「南丹」指的是此地位於過去丹波國的南部區域。
轄區北部為丹波高地，已被劃入京都丹波高原國定公園；主要市區位於南部園部川周邊的盆地。

## 人口
| 南丹市人口分布圖 |                                               |  |
| 南丹市與日本全國年齡別人口分布比較圖 （2005年資料） | 南丹市的年齡、男女別人口分布圖 （2005年資料） |  |
| ■紫色是南丹市 ■綠色是全国 | ■藍色是男性 ■紅色是女性                       |  |
| 南丹市人口變化 \| 1970年 \| 39,318人 \| \| \| 1975年 \| 38,409人 \| \| \| 1980年 \| 38,215人 \| \| \| 1985年 \| 37,709人 \| \| \| 1990年 \| 36,693人 \| \| \| 1995年 \| 37,841人 \| \| \| 2000年 \| 37,617人 \| \| \| 2005年 \| 36,736人 \| \| \| 2010年 \| 35,214人 \| \| \| 2015年 \| 33,145人 \| \| \| 2020年 \| 31,629人 \| \| |                                               |  |
| 資料來源：日本總務省統計中心提供之人口普查數據 |                                               |  |
| 1970年 | 39,318人                                      |  |
| 1975年 | 38,409人                                      |  |
| 1980年 | 38,215人                                      |  |
| 1985年 | 37,709人                                      |  |
| 1990年 | 36,693人                                      |  |
| 1995年 | 37,841人                                      |  |
| 2000年 | 37,617人                                      |  |
| 2005年 | 36,736人                                      |  |
| 2010年 | 35,214人                                      |  |
| 2015年 | 33,145人                                      |  |
| 2020年 | 31,629人                                      |  |

## 歷史
在令制國時代屬於丹波國，現在轄區的西半部屬船井郡，東半部屬桑田郡；14世紀初內藤氏在八木地區建立八木城；雖然在14世紀末細川氏成為丹波守護，但仍將此地委託給成為細川氏家臣的內藤氏治理。
進入戰國時代後，北部美山地區被川勝氏所控制，南部仍屬內藤氏掌控，16世紀末年織田信長派遣明智光秀進攻丹波國，川勝氏直接臣服於織田信長，內藤氏在八木城之戰後滅亡，整個南丹市的範圍成為明智光秀的領地，由於明智光秀改在相鄰的龜山建築龜山城，八木城就此荒廢。
江戶時代豐臣秀吉的親族小出吉親被封至此地，並在此建立園部城，成立園部藩，直到明治維新前此地都為小出氏負責治理。
1871年實施廢藩置縣，園部藩改設為園部縣，但在隔年初即被整併至京都府，成為京都府的轄區。
1889年實施町村制，現在的南丹市轄區在當時分屬船井郡園部町、園部村、吉富村、八木村、富村、本莊村、新村、川邊村、世木村、胡麻鄉村、五莊村、桐村、摩氣村、西本梅村、北桑田郡神吉村、平屋村、知井村、宮島村、鶴岡村、大野村，共1町19村。
在經歷多次整併及1950年代的昭和大合併後，這20個行政區劃被整併為園部町、八木町、日吉町、美山町四個町。
21世紀初的平成大合併期間，這四個町再於2006年1月1日合併為現在的南丹市。

### 變遷表
| 1889年4月1日 | 1889年 - 1926年       | 1926年 - 1944年       | 1945年 - 1954年         | 1955年 - 1989年          | 1955年 - 1989年         | 1989年 - 现在             | 現在                      |
| ------------ | --------------------- | --------------------- | ----------------------- | ------------------------ | ----------------------- | ------------------------- | ------------------------- |
| 平屋村       | 平屋村                | 平屋村                | 平屋村                  | 1955年4月1日 美山町      | 1955年4月1日 美山町     | 2006年1月1日 合併為南丹市 | 2006年1月1日 合併為南丹市 |
| 宫岛村       |                       |                       |                         | 1955年4月1日 美山町      | 1955年4月1日 美山町     | 2006年1月1日 合併為南丹市 | 2006年1月1日 合併為南丹市 |
| 大野村       |                       |                       |                         | 1955年4月1日 美山町      | 1955年4月1日 美山町     | 2006年1月1日 合併為南丹市 | 2006年1月1日 合併為南丹市 |
| 知井村       |                       |                       |                         | 1955年4月1日 美山町      | 1955年4月1日 美山町     | 2006年1月1日 合併為南丹市 | 2006年1月1日 合併為南丹市 |
| 鹤冈村       |                       |                       |                         | 1955年4月1日 美山町      | 1955年4月1日 美山町     | 2006年1月1日 合併為南丹市 | 2006年1月1日 合併為南丹市 |
| 神吉村       | 神吉村                | 神吉村                | 神吉村                  | 1955年4月1日 併入八木町  | 八木町                  | 2006年1月1日 合併為南丹市 | 2006年1月1日 合併為南丹市 |
| 八木村       | 1915年1月1日 八木町   | 1915年1月1日 八木町   | 1915年1月1日 八木町     | 八木町                   | 八木町                  | 2006年1月1日 合併為南丹市 | 2006年1月1日 合併為南丹市 |
| 吉富村       | 吉富村                | 吉富村                | 1951年4月1日 併入八木町 | 八木町                   | 八木町                  | 2006年1月1日 合併為南丹市 | 2006年1月1日 合併為南丹市 |
| 富村         | 1894年10月10日 富本村 | 1894年10月10日 富本村 | 1951年4月1日 併入八木町 | 八木町                   | 八木町                  | 2006年1月1日 合併為南丹市 | 2006年1月1日 合併為南丹市 |
| 本莊村       | 1894年10月10日 富本村 | 1894年10月10日 富本村 | 1951年4月1日 併入八木町 | 八木町                   | 八木町                  | 2006年1月1日 合併為南丹市 | 2006年1月1日 合併為南丹市 |
| 新村         |                       |                       | 1951年4月1日 併入八木町 | 八木町                   | 八木町                  | 2006年1月1日 合併為南丹市 | 2006年1月1日 合併為南丹市 |
| 世木村       | 世木村                | 世木村                | 世木村                  | 1955年4月1日 日吉町      | 1955年4月1日 日吉町     | 2006年1月1日 合併為南丹市 | 2006年1月1日 合併為南丹市 |
| 胡麻鄉村     |                       |                       |                         | 1955年4月1日 日吉町      | 1955年4月1日 日吉町     | 2006年1月1日 合併為南丹市 | 2006年1月1日 合併為南丹市 |
| 五莊村       |                       |                       |                         | 1955年4月1日 日吉町      | 1955年4月1日 日吉町     | 2006年1月1日 合併為南丹市 | 2006年1月1日 合併為南丹市 |
| 園部町       | 園部町                | 1929年4月1日 園部町   | 1929年4月1日 園部町     | 1955年4月20日 園部町     | 1955年4月20日 園部町    | 2006年1月1日 合併為南丹市 | 2006年1月1日 合併為南丹市 |
| 園部村       |                       | 1929年4月1日 園部町   | 1929年4月1日 園部町     | 1955年4月20日 園部町     | 1955年4月20日 園部町    | 2006年1月1日 合併為南丹市 | 2006年1月1日 合併為南丹市 |
| 桐之村       |                       | 1929年4月1日 園部町   | 1929年4月1日 園部町     | 1955年4月20日 園部町     | 1955年4月20日 園部町    | 2006年1月1日 合併為南丹市 | 2006年1月1日 合併為南丹市 |
| 川邊村       | 川邊村                | 川邊村                | 1951年4月1日 併入園部町 | 1955年4月20日 園部町     | 1955年4月20日 園部町    | 2006年1月1日 合併為南丹市 | 2006年1月1日 合併為南丹市 |
| 摩氣村       |                       |                       |                         | 1955年4月20日 園部町     | 1955年4月20日 園部町    | 2006年1月1日 合併為南丹市 | 2006年1月1日 合併為南丹市 |
| 西本梅村     |                       |                       |                         | 1955年4月20日 園部町     | 1955年4月20日 園部町    | 2006年1月1日 合併為南丹市 | 2006年1月1日 合併為南丹市 |
| 東本梅村     | 東本梅村              | 東本梅村              | 東本梅村                | 1956年9月30日 併入龜岡市 | 1958年4月1日 併入園部町 | 2006年1月1日 合併為南丹市 | 2006年1月1日 合併為南丹市 |
| 東本梅村     | 東本梅村              | 東本梅村              | 東本梅村                | 1956年9月30日 併入龜岡市 | 龜岡市                  |                           |                           |

## 交通
在南部的市區有西日本旅客鐵道山陰本線（嵯峨野線）及京都縱貫自動車道穿過。
轄內的園部車站是被山陰本線中被暱稱為「嵯峨野線」路段的終點車站，因此由此前往京都方向的路線都是使用「嵯峨野線」的名稱，往福知山方向的路線則直接標示為「山陰本線」;也由於嵯峨野線被JR西日本劃入京阪神都會區鐵路網「都市網路」，因此園部車站也成為都市網路的邊界車站。
園部車站也是JR西日本旗下京都支社和福知山支社的分界站，園部車站屬京都支社的管轄範圍，隔鄰的船岡車站開始往北就成為福知山支社的管轄範圍。
過去日本國鐵也曾規畫自園部車站興建一條往西連結至位於兵庫縣篠山町（現已合併為丹波篠山市）篠山口車站的篠山線口車站，但在1944年時啟用僅完成位於兵庫縣內篠山口車站至福住車站的路段，此後京都府內的路段直到篠山線在1972年停駛時都未曾興建。

### 鐵路
- 西日本旅客鐵道（JR西日本）
  - 山陰本線（嵯峨野線）：（←龜岡市）- 八木車站 - 吉富車站 - 園部車站 - 船岡車站 - 日吉車站 - 鍼灸大學前車站 - 胡麻車站 -（京丹波町→）

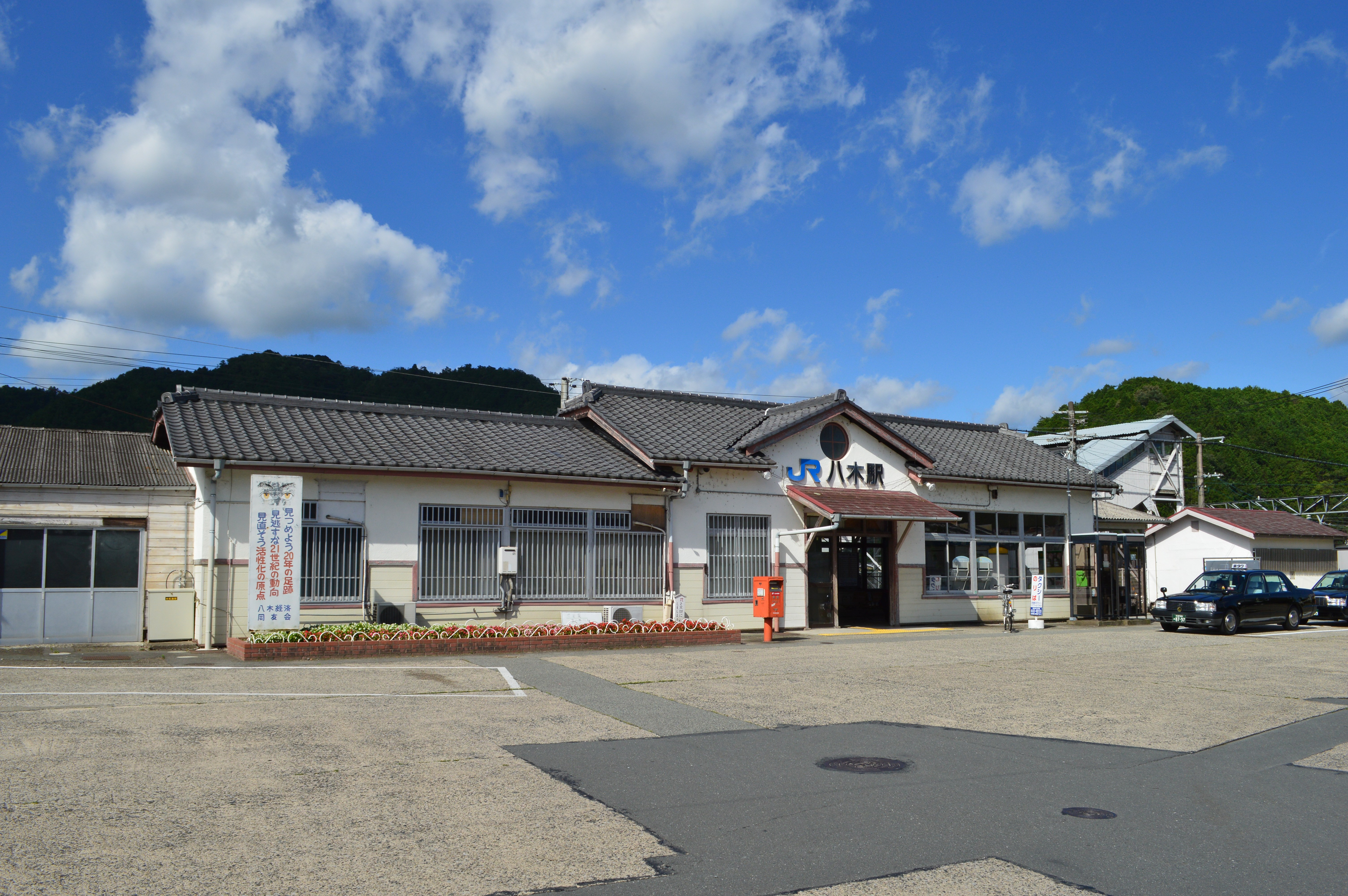
八木車站
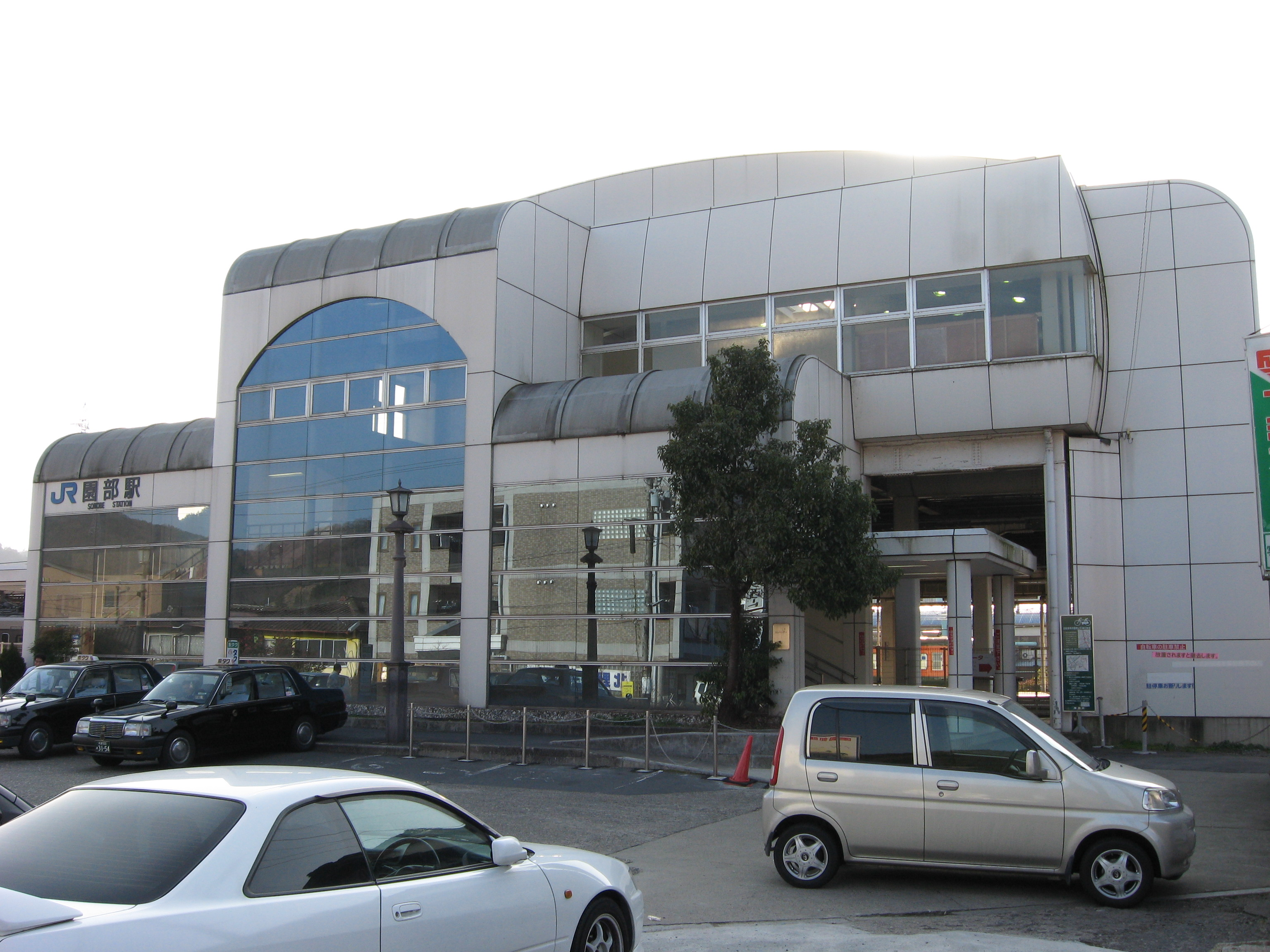
園部車站東口
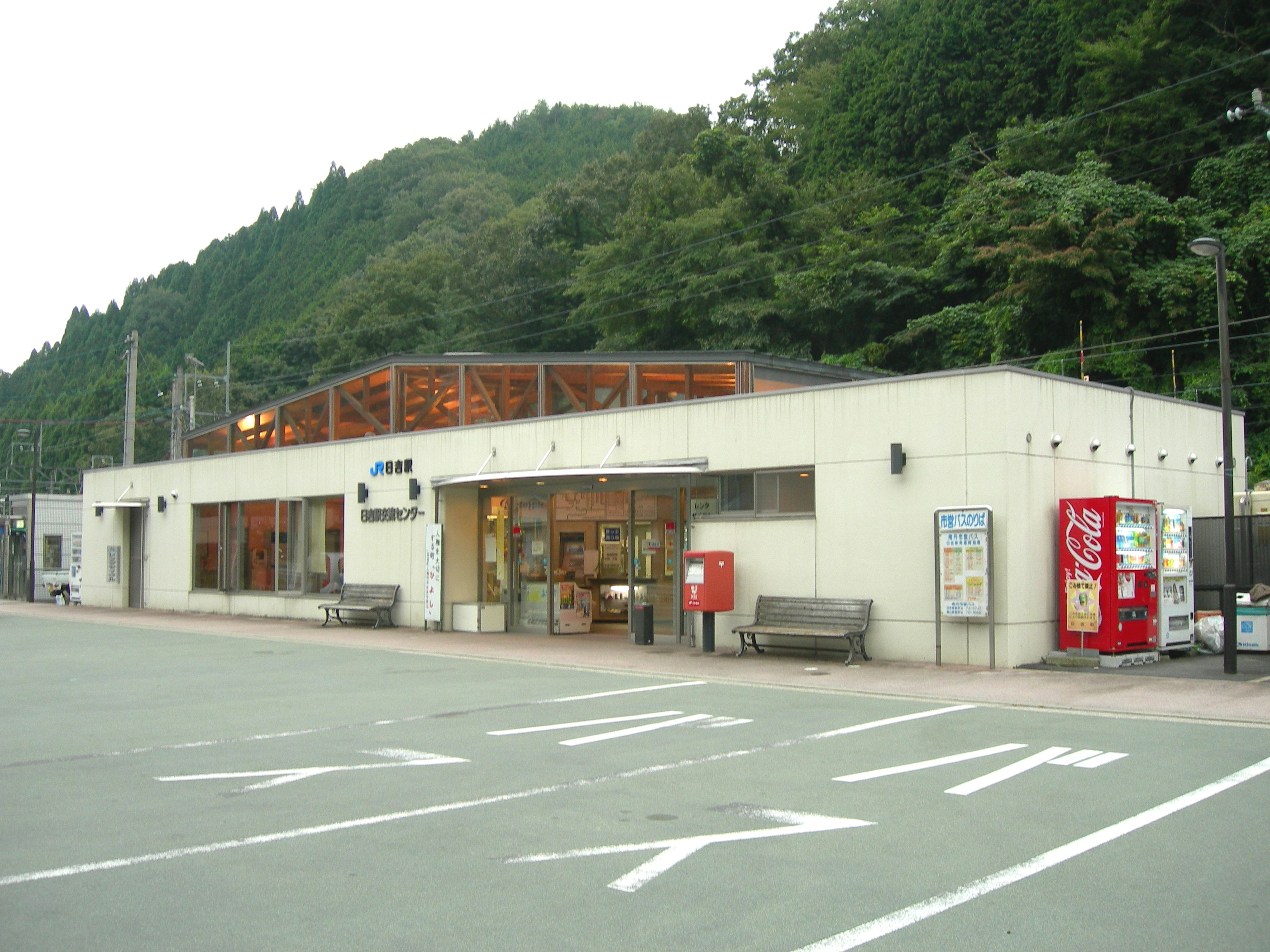
日吉車站
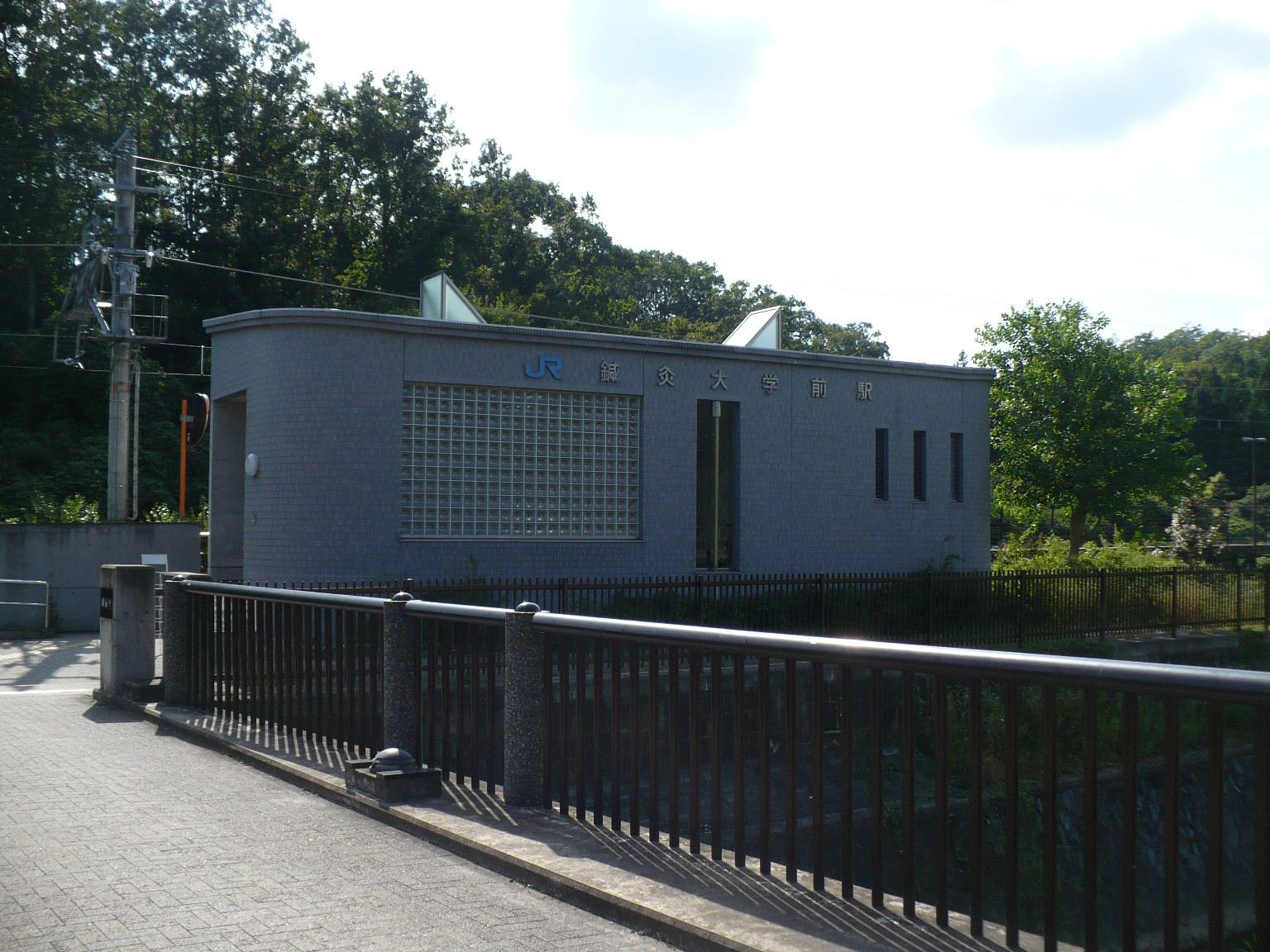
鍼灸大學前車站
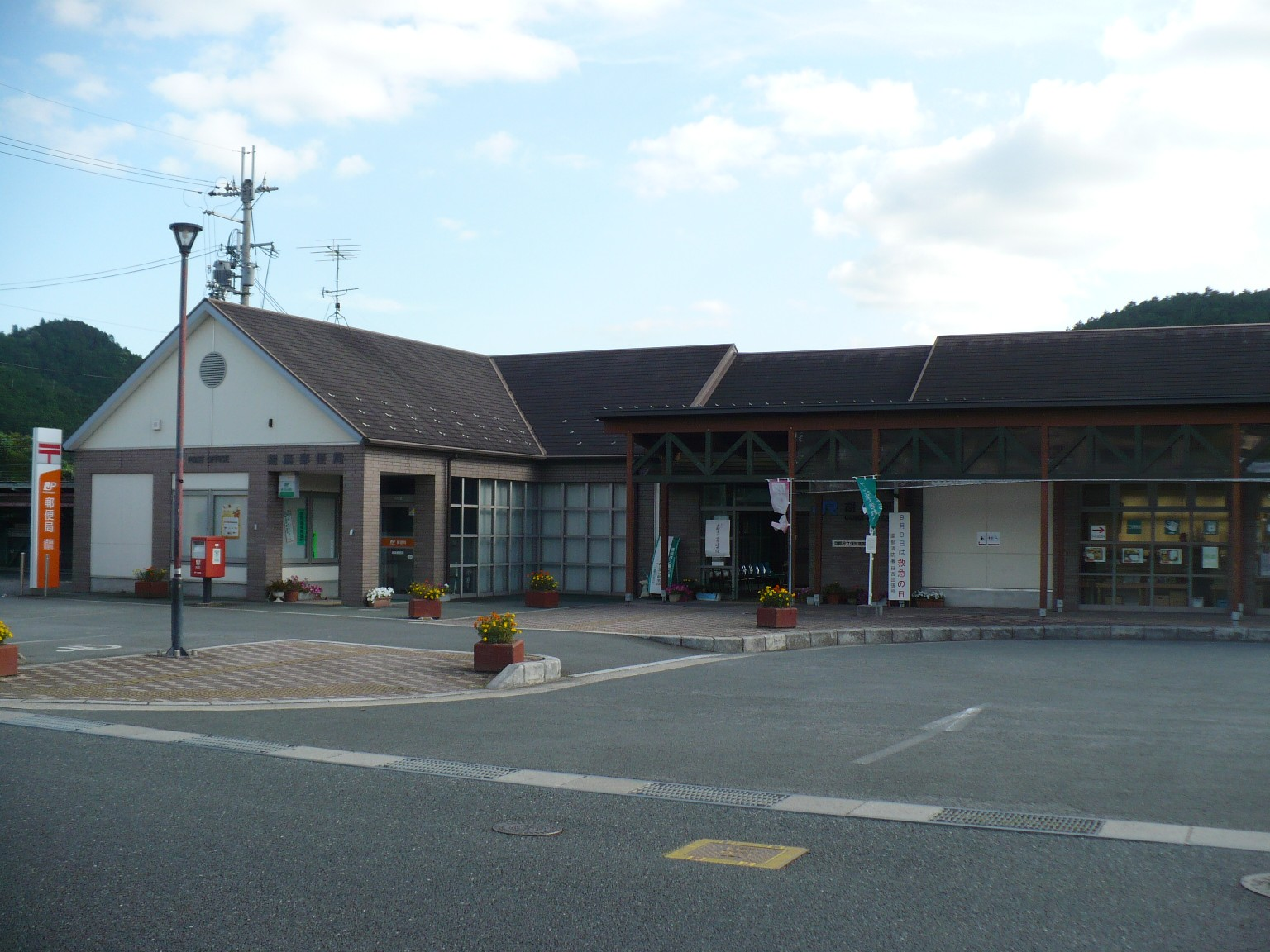
胡麻車站

### 公路
高速道路
- 京都縱貫自動車道：（京丹波町） - 園部交流道 - 八木西交流道 - 八木中交流道 - 南丹休息區 - 八木東交流道 - （龜岡市）

## 教育
設於南丹市內的高等教育學校包括明治國際醫療大學、屬於島津製作所集團相關的京都醫療科學大學和京都医疗技术短期大学，另外佛教大學在此也設有園部校區。

## 本地出身之名人
- 野中廣務：政治人物，曾任園部町議員、園部町長、京都府議會議員、京都府副知事、眾議院議員、國家公安委員會委員長、自治大臣、内阁官房长官、沖繩開發廳長官、自由民主黨幹事長。
- 宮本茂：遊戲設計師，被稱為「瑪利歐之父」。
- 後宮信太郎：企業家，曾於台灣日治時期在台灣從事多種生意。
- 後宮淳：大日本帝國陸軍大將。

## 外部連結
- （日語） 南丹市政府的Facebook專頁
- （日語） 南丹市合併資料
- （日語） 美山町観光協会 （页面存档备份，存于）